# La balada del herido pájaro y otros cuentos
La balada del herido pájaro y otros cuentos es un libro recopilatorio de cuentos escritos por el hondureño Julio Escoto, publicado por la Extensión Cultural de la Universidad Nacional Autónoma de Honduras en 1969.

## Publicación
En 1969, Leticia de Oyuela, que era en ese momento la directora de la Extensión Cultural de la Universidad Nacional Autónoma de Honduras, citó a Julio Escoto en su oficina, ya que se había interesado en sus escritos gracias a la recomendación de los profesores Alejandro Barahona, Leisly Castejón y Andrés Morris. Leticia de Oyuela le pidió a Escoto que le mostrara algunos de sus escritos, y él puso en sus manos varios manuscritos, cuentos que había redactado en el tiempo libre que le quedaba entre sus varios trabajos como profesor. Ese mismo año, el libro que recopilaba esos cuentos fue publicado por la universidad, ilustrado por el cubano-hondureño Gelasio Giménez. El libro ha contado con nueve ediciones, siendo la última publicada en 2019 y que incluye nuevos cuentos.